# Erik Berggren i Sundsvall
Erik Berggren (i riksdagen kallad Berggren i Sundsvall), född 30 november 1818 i Offerdals församling, Jämtlands län, död 4 oktober 1897 i Sundsvall, var en svensk skolrektor och riksdagsledamot.

## Biografi
Berggren studerade först vid Frösö trivialskola, därefter vid Härnösands gymnasium, och blev filosofie doktor vid Uppsala universitet 1845. Han anställdes 1848 vid Sundsvalls lägre elementarläroverk, och var skolans rektor 1857–78. År 1865 var han med om grundandet av den för norrländskt ekonomiskt liv betydelsefulla Sundsvalls enskilda bank, där han valdes till styrelsens ordförande, och 1875 blev VD. Han var även ledamot av stadsfullmäktige i Sundsvall 1863–89 och fullmäktiges ordförande 1863–65 samt 1867–89, och gjorde betydande insatser för stadens utveckling. Han var även den förste ordföranden för landstinget i Västernorrlands län.
Han var riksdagsman för borgarståndet i Sundsvall vid riksdagarna 1862/63 och 1865/66, vid sistnämnda riksdagen också för Piteå, och var senare även ledamot av andra kammaren 1873–75. I riksdagen var han bland annat ledamot i statsutskottet och konstitutionsutskottet 1865/66.